# Georg Wilhelm Freytag
Georg Wilhelm Friedrich Freytag, född 19 september 1788 i Lüneburg, död 16 november 1861 i Bonn, var en tysk orientalist. 
Freytag kom som fältpräst med preussiska armén till Paris 1815, där han stannade en tid för att under Antoine-Isaac Silvestre de Sacys ledning uteslutande ägna sig åt studiet av de österländska språken. Sedan 1819 var han professor i denna vetenskap vid Bonns universitet. 
Freytags huvudarbete är Lexicon arabico-latinum (fyra band, 1830–37), som, grundat på två av de mest berömda arabiska lexikografernas arbeten, länge utgjorde en allmänt använd och nästan oumbärlig handbok, trots det i rent vetenskapligt hänseende lämnade mycket övrigt att önska. Av hans andra arbeten är följande de mest betydande Hamasæ carmina (två band, 1828–47), Darstellung der arabischen Verskunst (1830), Ibn Arabschāh, fākihat-al-chulafā, "fructus imperatorum" (två band, 1832–52), Arabum proverbia (tre band, 1838–43), Einleitung in das Studium der arabischen Sprache (1861).